# Egy asszony illata
Az Egy asszony illata (eredeti cím: Scent of a Woman) 1992-es amerikai film, mely Giovanni Arpino regénye alapján készült, és Dino Risi A nő illata című 1974-es filmjének remake-je. A Martin Brest rendezte filmben egy pénzre szoruló főiskolás diák beleegyezik, hogy vigyázzon egy vak emberre egy hétvége erejéig de a munka egyáltalán nem olyan, mint amire számított. A főszerepben  Al Pacino és Chris O'Donnell láthatóak, James Rebhorn, Philip Seymour Hoffman, Gabrielle Anwar, és Bradley Whitford pedig mellékszerepekben láthatóak.
A film kritikai és közönségsiker lett, Pacino Oscar-díjat kapott az alakításáért, de három másik jelölést is kapott. Emellett három Golden Globe-díjat is elnyert.

## Cselekmény
|  | Alább a cselekmény részletei következnek! |

Charlie Simms egy kiemelkedő New England-i felsőoktatási intézmény ösztöndíjas tanulója, aki karácsonyra haza szeretne utazni szegény családjához, ezért a Hálaadás hétvégéjén munkát kénytelen vállalni: egy vak katonatiszt ellátását. Ám amikor a magas fizetség reményében elvállalja a munkát, Simms még nem tudja, mire is vállalkozik. Frank Slade alezredes makacs, szókimondó alkoholista, ám valahol belül mégis jószívű ember. Megkéri Simmst, kísérje el New Yorkba, aki azzal a feltétellel mond igent, ha megérkezése után azonnal vissza is jöhet. Hazautazása mellett szól egy igen kellemetlen esemény az iskolában, mely akár a jövőjébe is kerülhet. Ugyanis ő és diáktársa, George Willis Jr. szemtanúi lettek annak, hogy három diák hogyan kivitelezett egy igen durva tréfát az igazgató, Mr. Trask ellen. Trask megtudja ezt, és megpróbálja belőlük kiszedni az elkövetők neveit, sikertelenül. Később aztán négyszemközt megvesztegeti Charlie-t: azt mondja neki, hogy segít bejuttatni a Harvard Egyetemre, együttműködése fejében. A Hálaadás utáni hétfőre tűzték ki a fegyelmi tárgyalást, akkorra várja a válaszait.
A Waldorf-Astoria hotelben szállnak meg, vacsora közben pedig Frank elmondja, mi a célja: egy négycsillagos szállodában lakni, élvezni a jó ételeket és a jó borokat, lefeküdni egy nővel, és aztán öngyilkosságot elkövetni. Hálaadás estéjén meglátogatják Frank bátyját White Plainsben, ahol nem várták őket. Itt kiderül Frank vakságának valódi oka: részegen gránátokkal zsonglőrködött fiatalabb tisztek előtt, és az egyik felrobbant. Frank szándékosan provokálni kezdi a családtagjait, minek végeztével nekimegy a saját unokaöccsének, Randynek is.
Mikor visszatérnek New Yorkba, Charlie elmondja Franknek az iskolai problémáit. Frank azt tanácsolja, hogy bár előzetesen azt beszélték meg George-dzsal, hogy egyikük sem mond semmit, mégis vallja be, mit látott, és menjen a Harvardra. Ugyanis véleménye szerint George már csak az apja miatt is meg fog törni, és ezzel ő nyeri majd el a vallomással járó előnyöket. Míg egy étteremben vannak, Frank észrevesz egy fiatal nőt, Donnát, aki épp a randevújára vár. A táncparkettre hívja és tangózik vele. Ezt követően felkeres egy luxusprostituáltat, beteljesítve ezzel a bakancslistáját.
Másnap délután ébred depressziósan, és nem érdekli semmilyen program, amit Charlie javasol neki, kivéve amikor arra utal, hogy vezethetnének egy vadonatúj Ferrarit. Elmennek a szalonba, ahol Frank sikeresen győzi meg az eladót, hogy adja kölcsön az egyiket tesztvezetésre. Charlie megengedi neki, hogy vezessen, és amikor egy rendőr lekapcsolja őket, sikeresen kibeszéli magát úgy, hogy a rendőrnek fel sem tűnik, hogy vak.
Miután visszaadják az autót, megint depressziós lesz. Leküldi Charlie-t szivarért, de a fiúnak gyanús lesz a dolog, és ezért visszamegy. Franket a díszegyenruhájában találja, és arra készül, hogy öngyilkos legyen a szolgálati pisztolyával. Charlie sikeresen győzi meg arról, hogy érdemes miért élni és hogy bátran kell szembenézni az élet dolgaival.
Hétfőn a fegyelmi tárgyaláson George az apjával jelenik meg, Charlie viszont egyedül. Az eseményt szemmel kíséri majd minden diák. Váratlanul beállít Frank és közli, hogy ő képviseli Charlie érdekeit. George-ot rábírja az apja, hogy mondja el, ki volt az a három diák, de csak nagyon ködösen, homályosan fogalmaz, és azt állítja, hogy nem volt rajta a kontaktlencséje, ezért nem látott jól, de kérdezzék inkább Charlie-t. Charlie továbbra sem hajlandó elárulni a neveket, ezért Trask a kicsapását javasolja. Frank hirtelen megszólal, és egy szenvedélyes beszédet tart. Felhívja a figyelmet Charlie erényeire és felfedi a megvesztegetési kísérletet is. A fegyelmi bizottság ezt hallva arra a döntésre jut, hogy a csíny elkövetőit felfüggesztett büntetésre ítéli, George nem kap semmilyen előnyt a vallomásáért, Charlie-val szemben pedig ejtik az ügyet és nem csapják ki.
Miközben Charlie visszakíséri a limuzinjához Franket, Christine Downes, a politikai tudományok professzora, aki az iskolán tanít, és a fegyelmi bizottság tagja, megdicséri Franket a beszédéért. Frank flörtölni kezd vele, felismeri a parfümje illatát, majd megbeszélik, hogy később találkoznak. Frank, hazaérvén, boldogan üdvözli az unokahúga gyermekeit.

## Szereplők
| Színész                | Szerep                | Magyar hang           |
| ---------------------- | --------------------- | --------------------- |
| Al Pacino              | Frank Slade alezredes | Végvári Tamás         |
| Chris O’Donnell        | Charlie Simms         | Zsótér Sándor         |
| James Rebhorn          | Mr. Trask             | Blaskó Péter          |
| Philip Seymour Hoffman | George Willis, Jr.    | Görög László          |
| Gabrielle Anwar        | Donna                 | Györgyi Anna          |
| Richard Venture        | W.R. Slade            | Tolnai Miklós         |
| Bradley Whitford       | Randy                 | Szacsvay László       |
| Rochelle Oliver        | Gretchen              | Dallos Szilvia        |
| Tom Riis Farrell       | Garry                 | Reisenbüchler Sándor  |
| Nicholas Sadler        | Harry Havemeyer       | Rajkai Zoltán         |
| Todd Louiso            | Trent Potter          | Bede-Fazekas Szabolcs |
| Ron Eldard             | Gore őrmester         | Háda János            |

## Díjak és jelölések
- Oscar-díj (1993)
  - díj: legjobb férfi főszereplő (Al Pacino)
  - jelölés: legjobb film
  - jelölés: legjobb rendező (Martin Brest)
  - jelölés: legjobb adaptált forgatókönyv (Bo Goldman)
- Golden Globe-díj (1993)
  - díj: legjobb dráma
  - díj: legjobb férfi főszereplő (Al Pacino)
  - díj: legjobb forgatókönyv (Bo Goldman)
  - jelölés: legjobb férfi mellékszereplő (Chris O’Donnell)
- BAFTA-díj (1994)
  - jelölés: legjobb adaptált forgatókönyv (Bo Goldman)